# Jednotnost hlasování
Jednotnost hlasování vztahující se k hlasování v zákonodárných sborech vyjadřuje schopnost politických stran zajistit jednotnost postupů svých poslaneckých klubů. Pro udržení vlády a fungování parlamentního systému je jednotnost hlasování velice důležitá.  

## Jednotnost
Stranická jednotnost vychází z přesvědčení členů jednotlivých stran o názorových směrech a programech dané strany. Nastává v případě, kdy lze z jednání členů poslaneckých klubů pozorovat jednotnost, která vychází ze soudržnosti nebo disciplíny, což jsou pojmy s jednotností úzce související. Koncepty stranické soudržnosti a stranické disciplíny jsou dva zdroje jednotného hlasování poslanců politických stran.

## Jednotnost vycházející ze soudržnosti
Soudržnost je postojová a hodnotová shoda členů jednotlivých poslaneckých klubů, nebo sdílení společných norem. Jestliže je stranická jednotnost důsledkem soudržnosti, znamená to, že je důsledkem mocensky nevynucovaných rozhodnutí daného poslaneckého klubu. Členové klubu totiž sdílejí buď stejné názory na daný problém, nebo mezi nimi panuje přesvědčení, že by měli hlasovat společně. 

## Jednotnost vycházející z disciplíny
Disciplína jako zdroj jednotnosti se od soudržnosti velmi liší. Pokud jsou poslanci při hlasování disciplinovaní, znamená to, že dodržují pravidla, která jim byla uměle nastavena různými vnějšími vlivy, tlaky, vyhrožováním, ale i pozitivní motivací, například přislíbením funkce. Jde tedy o působení donucovacích prostředků, kterými strany disponují, a které následně vedou k zachování jednotnosti. 

## Teoretický přístup sociologický
Konceptuální rozlišení soudržnosti a disciplíny můžeme popsat dvěma teoretickými přístupy. Prvním je přístup sociologický, který zdůrazňuje normy, role, postoje a hodnoty poslanců. Základním východiskem této perspektivy je jednotnost politické strany založená na společné postojové shodě a normativních důvodech. Podle tohoto přístupu poslanci hlasují jednotně na základě shodného ideologického a programového přesvědčení a na základě norem stranické loajality a solidarity. Ve srovnání s institucionalistickým přístupem je důraz kladen na neformální pravidla a normy, jež jsou dlouhodobě ustavovány a poslanci internalizovány v procesu socializace.

## Teoretický přístup institucionalistický
Pro institucionalistický přístup jsou typické disciplinační nástroje. Tento přístup zdůrazňuje strategické podněty a omezení, které rámují jednání poslanců uvnitř parlamentu a politických stran. Hlavní zdroj stranické jednotnosti nachází ve formálním uspořádání politických stran a parlamentů, jež poskytují a kontrolují distribuci vlivu, výhod a znovuzvolení, tedy toho, o co poslanci především usilují. Institucionální uspořádání omezuje jednání poslance a vede poslance k jednotnému hlasování v parlamentu tím, že na základě racionální kalkulace poslanci jednají tak, aby maximalizovali svůj užitek. Podle institucionalistů nevyplývá jednání poslanců čistě z jejich preferencí, ale je kombinací preferencí a institucionálních omezení.

## Ovlivňující faktory
Existuje mnoho faktorů, které ovlivňují jednotnost poslaneckých klubů. Nejčastěji úroveň jednotnosti ovlivňují tyto faktory:
- vládní status strany
- roztříštěnost opozice
- velikost vládní většiny
- velikost strany
- ideologie strany
- popularita strany

Pokud je strana součástí vlády, je pro ni jednodušší dosáhnout větší jednotnosti, protože poslanci dané strany si uvědomují, že jejich jednotnost je pro vládu potřeba, zejména pokud se jedná o hlasování o důvěře vládě.
U stran, které jsou v opozici, se nejednotnost vyskytuje častěji, protože pro ně neznamená takový problém, jako pro strany vládnoucí. I u opozice se však můžeme setkat s jednotností vyvolanou nejspíš snahou porazit vládu. Pokud počet vládních stran roste a počet oponentů klesá, klesá zároveň šance na svržení vlády a tím i jednotnost poslanců vládnoucích stran.
Jednotnost souvisí i s velikostí strany. Čím je strana větší, tím jsou náklady na sledování a kontrolu hlasování vyšší a je také složitější sjednávat dohody uvnitř poslaneckého klubu.
Pokud existují strany, které jsou si programově blízké, může se stát, že poslanci budou hlasovat pro jinou, programově blízkou stranu. Velkou roli v tom hraje případná touha poslanců po znovuzvolení do parlamentu, což by se jim v jejich "domovské" straně nemuselo podařit.
Další faktor ovlivňující jednotnost hlasování ve straně je popularita strany, tedy její volební podpora. Pokud strana ztrácí volební podporu od občanů, poslanci uvnitř mohou hlasovat nejednotně, protože si nemohou být jisti, že se s touto stranou dostanou do parlamentu. Poslanci těchto stran se pak většinou přesouvají do silnějších stran s podobným programem, kde budou mít případnou jistotu působení v parlamentu.
Rozhodně záleží také na tom, kolik poslanců je za stranu zvoleno poněkolikáté a kolik poprvé. Jestliže se poslanec díky delšímu působení ve straně lépe socializuje, dá se předpokládat, že bude raději hlasovat ve prospěch strany na základě získaných zkušeností. Je-li tedy více znovuzvolených poslanců ve straně, mohou společně hlasovat jednotněji.

## Hypotézy
Politologický časopis - Czech Journal of Political Science shrnul na základě ovlivňujících faktorů několik hypotéz, se kterými lze při zkoumání jednotnosti hlasování pracovat a které by různé pohledy na jednotnost mohly vysvětlit.
- Hypotéza 1a: Jednotnost hlasování je vyšší u vládních stran.
- Hypotéza 1b: Jednotnost hlasování vládní strany je vyšší, čím těsnější je většina, kterou disponuje.
- Hypotéza 1c: Jednotnost hlasování vládní strany je nižší, čím fragmentovanější je opozice
- Hypotéza 2: Jednotnost hlasování strany je nižší u větších stran
- Hypotéza 3a: Jednotnost hlasování strany je nižší, čím programově blíže jsou jiné strany v parlamentu.
- Hypotéza 3b: Jednotnost hlasování strany je vyšší, čím extrémnější je program strany.
- Hypotéza 4: Jednotnost hlasování strany klesá s tím, jak klesá její volební podpora.
- Hypotéza 5: Jednotnost hlasování strany je vyšší, čím větší je ve straně podíl znovuzvolených poslanců.
- Hypotéza 6: Jednotnost hlasování strany je vyšší, čím větší je ve straně podíl poslanců s významnou pozicí.[1]